# 大埔尾村
大埔尾村位於香港新界大埔區白石角大埔尾，是一條客家原居民鄉村，與毗連的樟樹灘村同屬大埔七約中「樟樹灘約」的「樟樹灘鄉」。

## 歷史
大埔尾村由開村至今約200多年歷史，原居民均為原籍廣東省長樂縣何樹排(？五華錫坑？)的李姓族人。太公李仕映攜子芳遠祖移居東莞，三年後再遷移到寶安縣（今深圳市）第六都，其後芳遠祖舉家南遷大埔尾村開枝散葉。

## 宗祠
村內保留有一座李氏宗祠，建於清朝同治時期，曾於1983年重修，祠門有楹聯：「李唐世系；跨海家風」。香港淪陷日治時代，祠堂內的香案和文物盡失，戰後才由村民重新添置。宗祠門前設有禾堂，地面採用凹凸不平的石塊鋪砌，原來是涉及風水問題，後世子孫不可改變。

## 做社
大埔尾村的村民以往有做銀會的習慣，其中一種稱為「做社」。「社」在大埔尾又稱為「大王」，與「伯公」同屬土地神。大埔尾村除了「大王」壇之外，在壇側建有一個體積較小的「伯公」壇，同受大埔尾和樟樹灘二村村民所供奉，兩個土地同位於樟樹灘村村內，估計在1905年大埔尾分拆成村前已經存在。對兩村村民來說，伯公地位崇高，以往每逢有婦人嫁入這兩條鄉村，拜完祠堂後須先拜伯公，最後才到協天宮參拜。伯公的祭祀用作保護鄉村免受海水倒灌入村的威脅，在填海以前，伯公座落的位置就是村口的水口，針對這個功能，樟樹灘和大埔尾的伯公亦可稱為「水口伯公」。社或大王與伯公不同，代表全村百姓的福祉。在樟樹灘，雖然大王與伯公毗鄰而築，但在形制上，大王的壇比較大，上書尊貴的對聯「大德巍峨千古仰；王恩浩蕩萬民安」。而大埔尾村的銀會就是為著提供祭品給大王而組織的，故此稱為「做社」。對於村民來說，「做社」是每年重要的儀式，故此在正月內進行，而參加者只限於村內60歲以上的老人家，所籌集的金錢，除足夠購買祭品外，還能讓他們大吃一頓。

## 外部連結
- 大埔尾開村迄今200年